# Cixidia pallida
Cixidia pallida är en insektsart som först beskrevs av Thomas Say 1830.  Cixidia pallida ingår i släktet Cixidia och familjen vedstritar. Inga underarter finns listade i Catalogue of Life.